# Hạ viện (México)
Hạ viện México (tiếng Tây Ban Nha: Camara de Diputados) là hạ viện của Quốc hội México. Cơ cấu và trách nhiệm của cả hai viện của Quốc hội được xác định trong các Điều 50-70 của Hiến pháp Mexico.

## Thành phần
Hạ viện gồm 500 hạ nghị sĩ, mỗi hạ nghị sĩ đại diện cho cho 200.000 công dân, được bầu theo chế độ bầu cử đại diện tỷ lệ kết hợp khu vực bầu cử, trong đó 300 hạ nghị sĩ được bầu trực tiếp bởi đa số từ các khu vực thành viên đơn lẻ, các đơn vị bầu cử liên bang, 200 hạ nghị sĩ của đảng được chỉ định thông qua đại diện tỷ lệ. Những ghế này không gắn liền với các khu vực bầu cử; thay vào đó, chúng được phân bổ cho các bên dựa trên phần của mỗi bên trong phiếu bầu quốc gia. 200 đại biểu của đảng nhằm làm cân bằng lợi ích cục bộ của các đại diện của đơn vị bầu cử. Người thay thế được bầu vào cùng thời điểm với từng hạ nghị sĩ, vì vậy các cuộc bầu cử đặc biệt rất hiếm.
Từ năm 1917 đến năm 2015, các hạ nghị sĩ bị cấm giữ chức vụ liên tiếp theo Hiến pháp cấm tái cử ngay lập tức cho cơ quan lập pháp. Vì vậy, Hạ viện México là một trong số ít cơ quan lập pháp trên thế giới được đổi mới hoàn toàn tại một cuộc bầu cử. Tuy nhiên, điều này sẽ thay đổi tại các cuộc bầu cử năm 2018; các hạ nghị sĩ hiện nay được tái cử. Các cuộc bầu cử của đảng Dân chủ nắm giữ một nửa trong nhiệm kỳ sáu năm của tổng thống được gọi là cuộc bầu cử giữa nhiệm kỳ.